# تپه زرین‌چقا
تپه زرین چقا مربوط به دوران پیش از تاریخ ایران باستان تا دوران‌های تاریخی پس از اسلام است و در شهرستان جوانرود، بخش روانسر، روستای زرین چقا واقع شده و این اثر در تاریخ ۲۳ شهریور ۱۳۸۲ با شمارهٔ ثبت ۱۰۱۲۲ به‌عنوان یکی از آثار ملی ایران به ثبت رسیده است.